# Территориальная прелатура Итакуатиары
Территориальная прелатура Итакуатиары (лат. Praelatura Territorialis Itacoatiarensis) — территориальная прелатура Римско-католической церкви c центром в городе Итакуатиара, Бразилия. Территориальная прелатура Итакуатиары входит в митрополию Манауса. Кафедральным собором территориальной прелатуры Итакуатиары является собор Пресвятой Девы Марии Розария.

## История
13 июля 1963 года Римский папа Павел VI выпустил буллу Ad Christi divini, которой учредил территориальную прелатуру Итакуатиары, выделив её из архиепархии Манауса.

## Ординарии территориальной прелатуры
- епископ Francis Paul McHugh (20.07.1965 — 15.07.1972);
- епископ Jorge Eduardo Marskell (1975 — 2.07.1998);
- епископ Carillo Gritti (5.01.2000 — 9.06.2016, до смерти);
- епископ José Ionilton Lisboa de Oliveira, S.D.V. (9.04.2017 — по настоящее время).

## Источник
- Annuario Pontificio, Ватикан, 2007
- Булла Ad Christi divini  (лат.)